# Kaito Abe
Kaito Abe (阿部 海大 Abe Kaito?), född 18 september 1999 i Oita prefektur, är en japansk fotbollsspelare som spelar för Fagiano Okayama.
Abe började sin karriär 2018 i Fagiano Okayama.